# Platypalpus trivialis
Platypalpus trivialis är en tvåvingeart som beskrevs av Friedrich Hermann Loew 1864. Platypalpus trivialis ingår i släktet Platypalpus och familjen puckeldansflugor. Inga underarter finns listade i Catalogue of Life.